# Ruta CH-158
La Ruta CH-158 es un Ramal de la Autopista del Itata que abarca la Región del Biobío en el Sur de Chile. El Ramal se inicia en Agua Amarilla y finaliza en Rafael.

## Ramal Autopista del Itata

### Sectores del Ramal
- Agua Amarilla·Rafael 14 km de calzada simple.

### Enlaces
- kilómetro 0 Agua Amarilla·Autopista del Itata.

- Datos: Q9071346